# Hila Saada

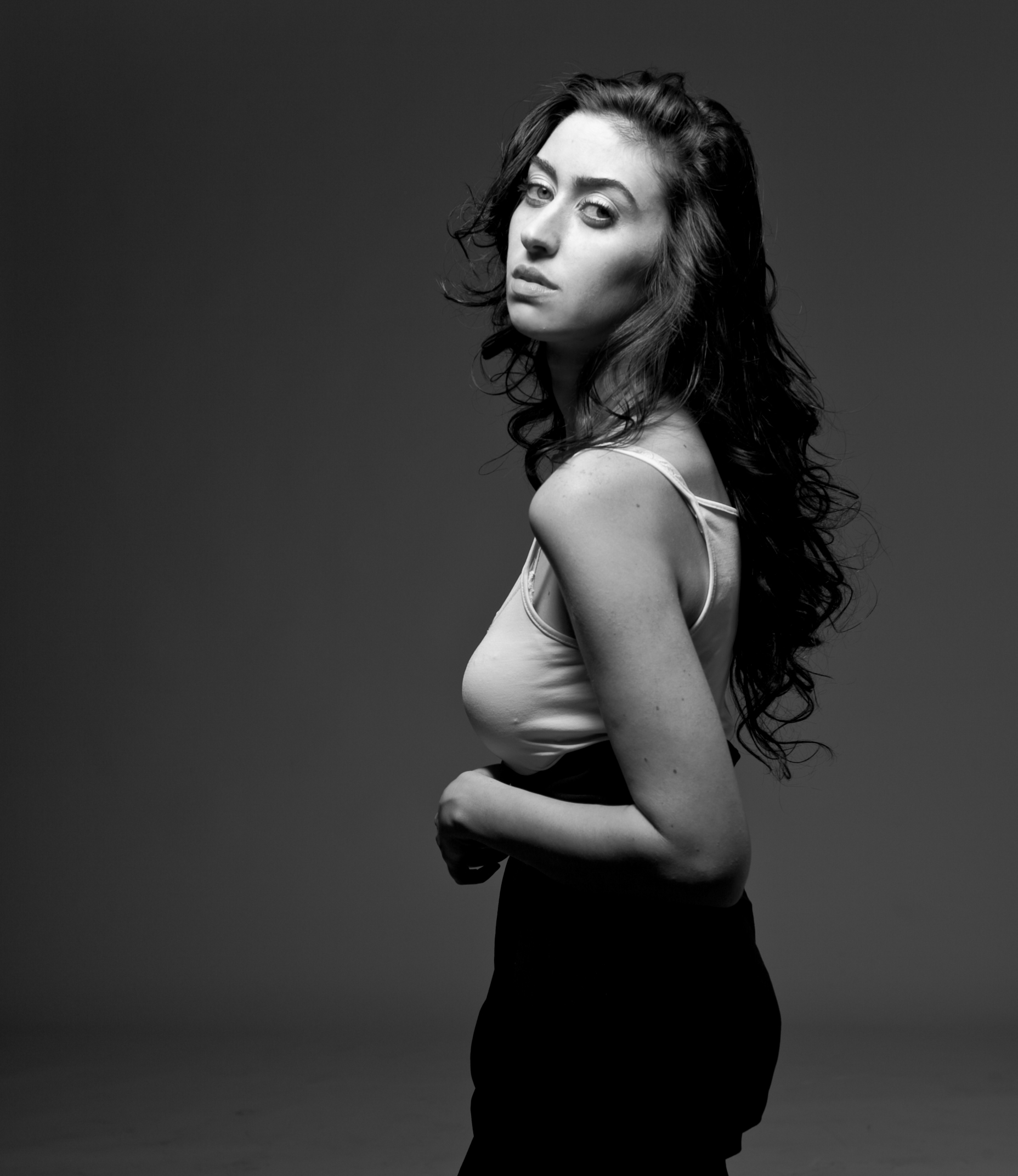
Hila Saada 2010

Hila Saada (hebräisch הילה סעדה; * 12. Oktober 1982 in Migdal haEmek, Israel) ist eine israelische Schauspielerin.

## Biografie
Saada wuchs in Migdal haEmek auf. Sie studierte Soziologie und Theater an der Ort Rogozin Migdal Haemek. In der israelischen Armee diente sie als Büroangestellte auf dem Stützpunkt Uzbet Adom in der Nähe von Eilat.
Ihr Debüt gab sie 2007 in dem Film
Die Band von nebenan. Anschließend spielte sie 2010 in Srak Srak mit. Zwischen 2013 und 2021 war Saada in Die Schöne und der Bäcker zu sehen. 2015 wurde sie für die Serie Sachkan Zar gecastet. Außerdem spielte Saada 2019 in Rak LeHayom mit. Von 2021 bis 2023 belegte sie in der Serie The Beauty Queen of Jerusalem eine der Hauptrollen.

## Diskografie

### Alben
- 2016: לרוץ בתוך ענן

### Singles (Auswahl)
- 2021: שיר לגבריאל (mit David D’Or)

## Filmografie
Filme
- 2007: Die Band von nebenan (Bikur ha-tizmoret)
- 2010: Srak Srak
- 2014: Manpower
- 2022: Mithatenet
- 2022: Roses Gate

Serien
- 2011: Ramzor
- 2013–2021: Die Schöne und der Bäcker (Lehiyot Ita)
- 2015: Sachkan Zar
- 2018: Eilat
- 2019: Rak LeHayom
- 2021–2023: The Beauty Queen of Jerusalem